# Grigorij Nikolajevič Neujmin
Grigorij Nikolajevič Neujmin, (rusko Григорий Николаевич Неу́ймин) ruski astronom, * 3. januar 1886, Tbilisi, Ruski imperij (sedaj Gruzija), † 17. december 1946.

## Delo
Neujmin je odkril 74 asteroidov. Med njimi sta pomembna 951 Gaspra in 762 Pulkova. Odkril ali je bil soodkritelj številnih periodičnih kometov. Med njimi so pomembnejši 25P/Neujmin (komet Neujmin 2), 28P/Neujmin (Komet Neujmim 1), 42P/Neujmin (komet Neujmin 3), 57P/du Toit-Neujmin-Delporte (komet du Toit-Neujmin-Delporte) in 58P/Jackson-Neujmin (komet Jackson-Neujmin).
Med letoma 1944 in 1946 je bil deveti predstojnik Observatorija Pulkovo, kjer je nasledil Beljavskega.

## Priznanja

### Poimenovanja
Njemu v čast so poimenovali asteroid 1129 Neujmina in udarni krater Neujmin na Luni.